# (658) Astéria
Pour les articles homonymes, voir Astéria (homonymie).
(658) Astéria est un astéroïde de la ceinture principale découvert le 23 janvier 1908 par l'astronome allemand August Kopff. Sa désignation provisoire était 1908 BW.